# Asimetrija
Asimetrija je razlika u stranama, to jest nedostatak simetrije. O njoj se govori samo kao o suprotnosti simetrije ako u dotičnom području postoje i simetrični oblici.

## Anatomija
U medicini se pojam asimetrije rabi kada se parni dijelovi tijela poput očiju, ušiju ili udova značajno razlikuju jedni od drugih u obliku, veličini ili položaju ili kada se strane tijela značajno razlikuju u odnosu na polovice koje se reflektiraju na središnju ravninu.
Iako su ljudi bilateria ili dvostrane životinje, njihova tijela nisu jednako strukturirana na objema stranama. To jasno pokazuju neparni unutarnji organi poput srca koji nisu položeni u sredini tijela, nego s jedne strane (lateralizacija). Tipičnu lijevo-desnu asimetriju njihova položaja određuju signalni proteini tijekom embriogeneze. Ontogenetski razvoj vrlo rijetko dovodi do devijacije položaja organa ili transpozicije krvnih žila (heterotaksija), moguće sa zrcalno obrnutim položajem (situs inversus). Vrlo je rijedak razvojni proces bez prekida simetrije (izomerija).
Parne strukture nastaju bilateralno simetrično. Međutim, većina njih nije strogo simetrična, nego obično pokazuju neke razlike. Primjerice, uške su malo drukčijega oblika i njihova udaljenost od glave razlikuje se u prosjeku za 2 mm. Lijeva i desna strana lica također se razlikuju. Ni obje ruke ni obje noge obično nisu potpuno iste dužine. Isto tako nisu jednako jaki, a jednu se stranu preferira u određenim obrascima kretanja. Slična je situacija i s dijelovima mozga koji mogu biti anatomski različiti, a u nekim su regijama također lateralizirani prema funkcionalnim preferencijama.
O simetriji u strukturi tijela stoga se može govoriti samo uz određena ograničenja i u odnosu na apstraktan model. To nije slučaj za cijelo tijelo, čak ni u iznimnim slučajevima.

## Matematika
U matematici se relacija koja ne zadovoljava uvjete simetrije naziva nesimetričnom relacijom, a takva se relacija, ako zadovoljava i uvjete asimetrije, naziva asimetričnom relacijom.
Od ovoga treba razlikovati pojam antisimetrije. Dok je asimetrična relacija također antisimetrična, nije svaka antisimetrična relacija također i nesimetrična relacija.

## Kemija
U kemiji se kiralne molekule pojavljuju s asimetričnim centrima (stereogenskim centrima), osobito u ugljikovim spojevima. U kiralnim centrima, primjerice, ugljikov atom može imati četiri različita supstituenta. Uz pomoć Fischerovih pravila ili CIP sustava takvim organskim molekulama mogu se dodijeliti jedinstvena imena koja jasno opisuju prostornu (trodimenzionalnu) strukturu.

## Umjetnost
U likovnoj je umjetnosti asimetrija obično zanimljivija od zrcalne sličnosti. Slika ili fotografija često se čini ravnom ako je subjekt postavljen točno u sredinu. Dijagonala u prvom planu također oživljava gotovo svaku grafiku, što se često može vidjeti na linorezima ili drvorezima.
Čak se i u scenografiji te glazbi može postići više pozornosti ili napetosti ako struktura nije točno zrcalno simetrična.